# Хризантемова кислота
Хризантемова кислота входить до складу природних інсектицидів піретринів у вигляді складних ефірів із похідними гідроксициклопентенону.

## Біосинтез
Біосинтез хризантемової кислоти у живих організмах відбувається через послідовність ферментативних реакцій, яка включає димеризацію початкового β,β-диметилалілпірофосфату, стереоселективну циклізацію димеру, гідроліз продукту циклізації й окислення спиртової групи до карбоксильної.